# 국군기무사령부 계엄령 준비 사건
국군기무사령부 계엄령 준비 사건(國軍機務司令部戒嚴令準備事件)은 국군기무사령부가 박근혜 대통령 탄핵 소추 기각 또는 각하 시 위수령과 계엄령 계획을 준비한 사건이다. 2018년 7월, 기무사가 위수령과 계엄령 선포를 검토했다는 문건이 발견되었고 이후 추가로 기무사령부의 계엄 포고문, 국회의원 체포계획 등 사실상의 친위 쿠데타 정황이 확인되어, 쿠데타를 방불케 하는 헌정파괴 계획을 세웠다는 논란이 제기되었다.
반면 최악의 사태에 대비하기 위해 관련 법령에 따랐을 뿐이라는 주장도 제기되었다. 그러나 대한민국에서 계엄령을 검토할 수 있는 군 조직은 대한민국 합동참모본부이지, 국군기무사령부가 아니라는 지적이 있다.

## 진행

### 문건 작성 과정
계엄령 문건은 2017년 2월 18일부터 2주간 당시 기무사령관이었던 조현천의 지침을 받아 작성되었다. 조현천은 당시 국방장관이었던 한민구의 지시에 따랐다고 주장했다. 2017년 2월 24일에 조현천이 국방부 정책조정회의에서 위수령과 계엄을 검토한 문건의 작성을 한민구에게 보고했고, 같은 해 3월 3일에 한민구는 위수령과 계엄에 대한 논의를 종결할 것을 지시했다. 한편 조현천은 한민구에게만 이 내용을 보고했고, 김관진 당시 국가안보실장은 이러한 내용을 몰랐다고 주장했다.

### 문건 공개 과정
2018년 7월 6일 국군기무사령부가 지난해 촛불정국에 대한 위수령과 계엄령 선포를 검토했다는 문건이 발견되었다. 문건에는 청와대와 광화문에 30기보사단과 9공수여단을 전개시키고, 그 외 주요기관에 8기보사단, 11기보사단, 20기보사단, 26기보사단,  수도기보사단과 1·3·7·11·13공수여단과 707 특임대대를 서울에 동원하고, 각 광역자치단체에 동원할 사단과 특수전부대도 명시하고 있다. 또한 당시 합동참모의장이었던 이순진을 사실상 지휘계통에서 제외한데다 문건에 대한 보고조차 이루어지지 않았다는 사실도 밝혀졌다.
2018년 7월 20일 청와대가 공개한 계엄령 세부계획 문건에는 비상계엄 선포문과 계엄포고문이 작성되어있었으며, 한국방송공사, YTN 등 언론사에 보도검열단을 파견해 보도를 검열하고, 대한민국 국회의 '계엄해제요구 의결'에 대응하여 정부에 반대하는 국회의원을 현행범으로 사법처리하여 의결정족수 미달을 유도할 계획을 세웠으며, 자유한국당 의원들이 국회 의결에 참여하지 않도록 하는 방안도 포함되어 있다.

### 합동참모본부 계엄실무편람과 차이
기무사의 계엄령 문건은 본래 계엄령 임무를 담당, 수행하는 대한민국 합동참모본부 계엄과에서 2년마다 발행하는 계엄업무편람과는 차이가 있다는 점도 확인되었다. 국회의원을 체포해 계엄의 해제를 요구하지 못하게 만드는 행위, 언론사나 방송사를 검열할 통제 요원의 편성, 인터넷 포털과 사회관계망서비스 차단, 기습적인 계엄군 동원은 합동참모본부가 정기적으로 작성하는 '계엄실무편람' 문건에는 없고 청와대가 공개한 문건에만 있었다. 계엄사령부의 국정원 통제, 집회·시위 일부 제한, 군사법원 설치는 내용이 유사했다.

### 송영무-기무사 간 진실 공방
민병삼 100기무부대장 대령은 국회 국방위 전체회의에서 "송영무 장관이 7월 9일 간담회에서 '위수령은 잘못된 것이 아니다'고 말했다"고 폭로해 파문을 일으켰다. 이에 대해 송 장관은 "완벽한 거짓말이다"라고 부인했고, 두 사람 중 누구의 말이 맞는지 사실관계를 둘러싼 공방이 있었다. 그런데 국군기무사령부 보고서에 의하면, "위수령은 잘못된 것이 아니다. 법조계에 문의해보니 최악의 사태를 대비한 계획은 문제될 것이 없다고 한다. 장관도 마찬가지 생각이다. 다만 직권남용에 해당되는지 검토하기 바란다"라는 송 장관의 발언이 적혀 있었다. 이는 "완벽히 거짓말"이라는 송 장관의 발언과 배치된다. 국방장관의 발언을 현역 대령이 반박하는 것이 상당히 이례적이라는 평가가 나왔다.

### 수사 과정
이 사건과 관련해 문재인 대통령은 독립수사단을 구성해 신속하고 공정하게 수사할 것을 송영무 국방부 장관에게 지시했다. 독립수사단은 국방부 장관의 수사지휘를 받지 않고 독립적이고 독자적으로 수사를 진행하게 된다. 이에 따라 특별수사단이 구성되었으며, 특별수사단장에는 공군법무실장이 임명되었다. 그러나 전역한 예비역 장성들에 대한 수사는 군 검찰이 맡을 수 없어 군과 검찰이 합동수사단을 구성하였다.
한편 계엄령 검토 문건 원본이 사라진 것으로 확인되어 증거인멸 의혹이 있다. 기무사는 2017년 3월 초 이 문건을 상부에 보고한 뒤 파기했으며, 컴퓨터 파일 형태로만 USB 장치에 보존해 놓은 것으로 드러났다.
7월 25일 군검합수단은 기무사를 압수수색했고, 한민구 전 국방장관에 대해 내란음모 혐의로 출국금지 처분을 내렸다.
8월 2일 국방부 특별수사단(이하 특수단)은 7월 16일 확보한 기무사의 계엄령 문건 관련 USB에서 '계엄시행준비'에 관한 내용을 확인했다고 밝혔다. 특수단은 "(계엄문건이 저장돼 있던 기무사의) USB 안에 수백 개의 파일이 저장됐다가 삭제된 흔적을 발견하고 이 중 상당수를 복구했다"며 "복구된 파일에 계엄 시행 준비에 관한 내용이 다수 포함된 점에 주목하고, 압수물 분석 자료와 관련자 진술 등을 통해 구체적인 사실관계를 확인하는 데 수사력을 집중하고 있다"고 발표했다. 아울러 기무사가 세월호 유족을 사찰한 사실도 확인되었다.
8월 5일 합수단은 조현천 전 기무사령관과 한민구 전 국방부 장관 등의 자택을 압수수색했다. 합수단 출범 이후 민간 검찰의 수사 대상인 예비역 장성 등을 상대로 첫 강제수사에 돌입한 것이다.

### 기무사 개편
8월 2일 기무사개혁위원회는 송영무 국방부 장관에게 3가지 방안을 권고했다. 각 방안은 다음과 같다.
- 1안 : 기무사령부 간판을 유지하면서 인력을 30% 이상 줄이고, 정치 불개입 및 현역군인 동향 사찰 금지 시스템을 구비하는 혁신안을 마련토록 하는 것이다. 이 안이 채택되면 기무사는 그 명맥을 유지할 수는 있다.
- 2안 : 국방부의 조직 중 하나인 국방정보본부처럼 국방장관의 참모 조직으로 변하는 것이다. 기무개혁위 한 관계자는 "기무사령관이 국방장관의 통제를 벗어나 활동을 해왔기 때문에 기무사가 정치에 개입할 수밖에 없는 환경이었다"이라고 하였다.
- 3안 : 정부조직법상 방위사업청과 같은 '외청'으로 독립하는 것이다. 그러나 국회 논의 등 거처야 할 절차가 복잡하다.

이외에도 기무사개혁위는 기무사령관의 대통령에 대한 독대보고(대면보고) 행위 금지와 장군과 장교, 부사관 등 현역 군인들의 사생활 첩보를 수집하는 '동향관찰' 금지를 권고했다.
8월 3일 문재인 대통령은 하극상 논란을 일으킨 이석구 기무사령관을 해임하고 비(非)육사 출신의 남영신 육군특전사령관을 임명했다. 또한 문재인 대통령은 현재의 기무사를 해편(解編)해 과거와 역사적으로 단절된 '새로운 사령부'를 창설하고, 기무사 댓글공작 사건 · 세월호 민간인 사찰 · 계엄령 문건 작성 등 불법행위 관련자를 원대복귀하도록 지시했다.
8월 6일 국군기무사령부의 새 명칭으로 군사안보지원사령부가 결정되었다. 이는 14일에 국무회의를 거쳐 확정된다. 새 사령부는 국방부 직할 부대로 설치되며, 군인과 군무원들에게는 정치적 중립이 요구된다.

### 판결
2019년 12월 24일, 계엄령 준비 사건에 연루된 당시 기무사 장교 전원에게 무죄 선고가 이뤄졌다. 이는 계엄령 문건 자체에 대한 유무죄 판결이 아니라 계엄령 문건 은폐 시도에 대한 판결이다.

## 반응

### 정치권 및 정부
정부와 더불어민주당, 바른미래당, 정의당에서는 문건 작성 가담자 처벌, 각 부대 압수수색, 국회 청문회와 함께 광역시도에 설치된 기무부대의 폐지, 기무사령관 계급 강등, 인력 감축 등을 추진하고 있다. 또한 청와대는 기무사가 작성한 계엄 세부 계획을 발표하면서 박근혜 정부 당시 기무사는 친위 쿠데타를 모의한 것으로 보인다고 말했다.
상세적인 계엄 계획이 발표되기 전 자유한국당에서는 이러한 기무사의 행위가 비상시를 대비한 임무였다고 밝히면서 '기무사의 월권 여부는 따져야 하겠지만 촛불시위 참가자와 태극기 집회 참가자가 대립하는 상황에서 이정도 대비도 하지 않는다면 군대가 직무를 유기하는 것'이라는 입장을 냈다. 그러나 상세적인 계엄계획이 발표된 이후에는 송영무 국방부장관이 쿠데타 모의문건을 왜 3개월간 아무런 행동을 취하지 않았는지에 대한 의문을 제기하였다. 8월 3일 자유한국당은 김의겸 청와대 대변인, 송영무 국방부장관, 이석구 국군 기무사령부 사령관 그리고 임태훈 군인권센터 소장 등 총 4명을 군사기밀보호법 위반 등으로 검찰에 고발했다.
박근혜 정부 임기 중 여당인 새누리당의 대표최고위원이었던 김무성은 “하야를 선언하면 그 순간 끝이 아닌가. 박 전 대통령은 탄핵을 택했는데, 당시엔 헌재에서 기각될 걸로 기대했던 것 같다. 김기춘 비서실장 등 청와대에 있는 모두가 100% 기각이라고 봤다”며 “기각되면 광화문광장 등이 폭발할 것 아닌가. 그래서 기무사령관한테까지 계엄령 검토를 지시한 것”이라고 밝혔다.

### 법조계
법조계 일부에서는 기무사가 상당히 구체적으로 계엄의 실행을 검토한 것으로 인정될 수 있으며, 문건 작성에 관여한 사람을 내란음모나 군사반란음모 혐의로 처벌할 요건이 갖추어졌다고 주장했다.

### 민간단체 군인권센터
2019년 11월 계엄령 문건에 대하여 군인권센터는 사실상 대통령 선거를 무산시켜 독재 정권을 창출하겠다는 발상이라고 주장했다. 계엄 포고령을 선포해 야당 정치인들을 체포 구금하는 상황 속에서 19대 대통령 선거일까지 계엄을 유지한다는 것이기 때문이었다.

## 같이 보기
- 박근혜 대통령 탄핵
- 2024년 대한민국 비상계엄